# ACT-CL J0102-4915

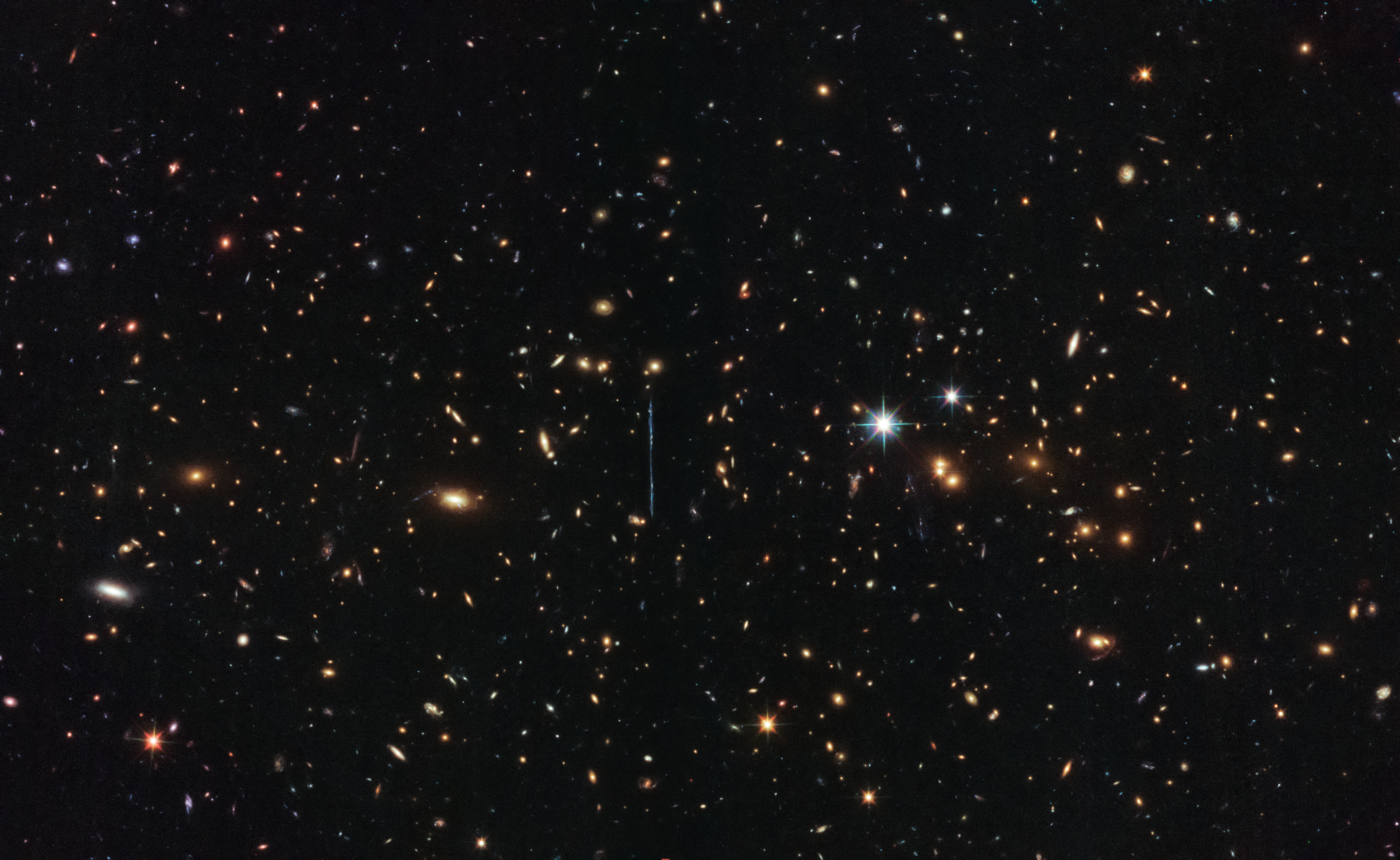
ACT-CL J0102-4915 (Telescopio spaziale Hubble)

ACT-CL J0102-4915 o SPT-CL J0102-4915, soprannominato El Gordo (in italiano Il Grassone, in inglese The Fat One) è un ammasso di galassie che, alla sua scoperta nel 2011, risultava il più grande e remoto ammasso di galassie mai osservato a tale distanza ed oltre. Nel 2024 il suo primato risultava ancora imbattuto. È stato scoperto dalla NASA grazie al telescopio spaziale Chandra, all'Atacama Cosmology Telescope della NSF e allo European Southern Observatory's Very Large Telescope.
Questo ammasso di galassie, che ufficialmente è denominato ACT-CL J0102-4915, è stato soprannominato dai ricercatori El Gordo. Si trova a 7 miliardi di anni luce dalla Terra.
I risultati della scoperta sono stati pubblicati su The Astrophysical Journal e i dati sono stati presentati al 219º meeting dell'American Astronomical Society tenutosi ad Austin in Texas.

## Osservazioni
Felipe Menanteau (allora alla Rutgers University) che ha condotto lo studio ha dichiarato: "questo ammasso è il più massiccio, caldo e con la maggiore emissione di raggi X di qualunque altro ammasso conosciuto che si trovi alla stessa distanza ed oltre".
I dati del European Southern Observatory's Very Large Telescope e del Telescopio spaziale Chandra hanno evidenziato che El Gordo è formato da due ammassi di galassie separati che si scontrano alla velocità di svariati milioni di km/h. Questi dati, ottenuti utilizzando le osservazioni ai raggi X ed altre caratteristiche, suggeriscono che  El Gordo si è formato con ogni probabilità allo stesso modo in cui si è formato il Bullet Cluster, che si trova a circa 4 miliardi di anni luce dalla Terra. Cristóbal Sifón della Pontificia università cattolica del Cile ha affermato che: "è la prima volta che abbiamo trovato un sistema simile al Bullet Cluster ad una così estrema distanza".

## Voci correlate

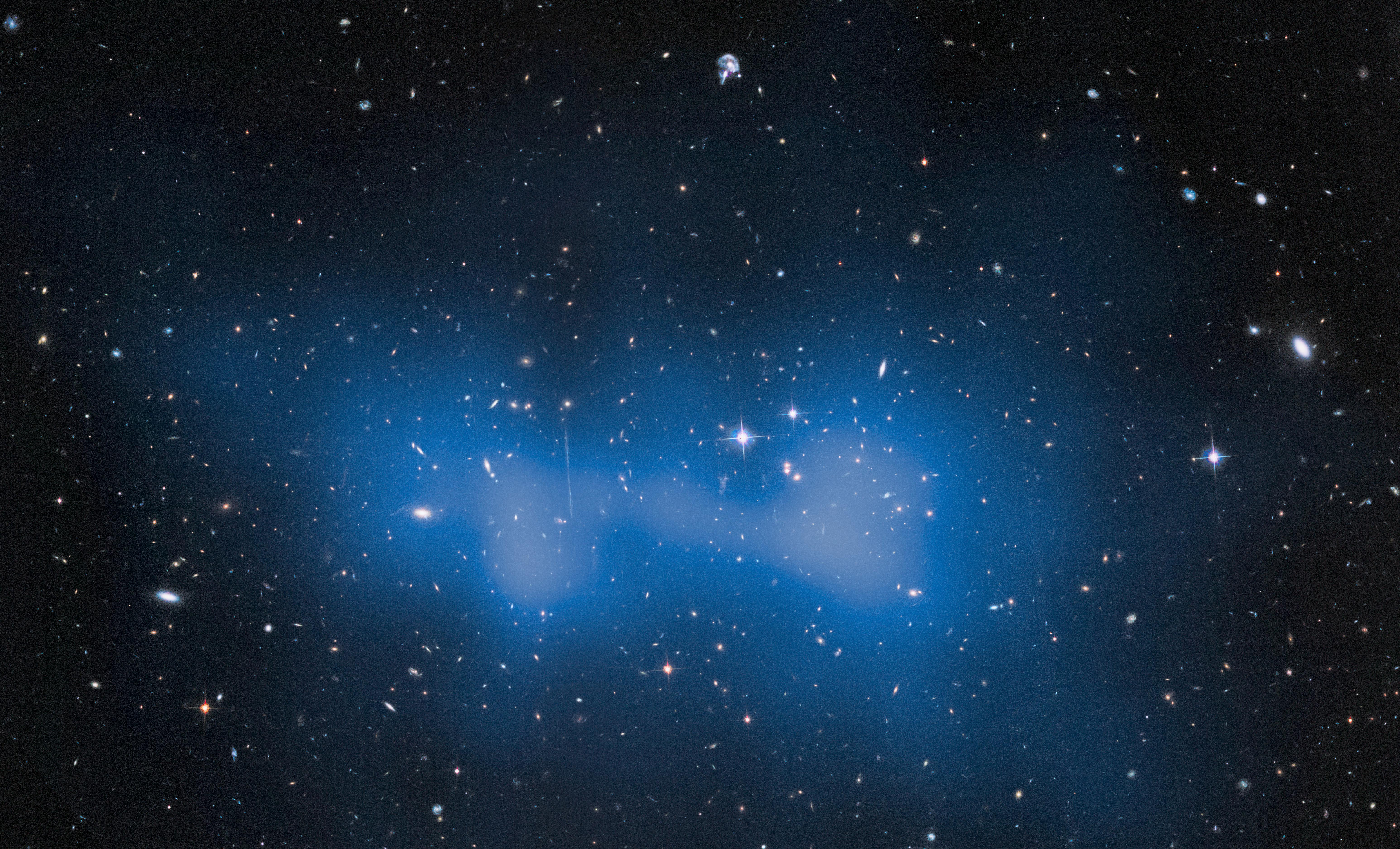
ACT-CL J0102-4915 (Telescopio spaziale Chandra).